# Impaled
Impaled ist eine kalifornische Deathgrind-Band aus Oakland, die 1997 gegründet wurde. Sie besteht aus dem Sänger und Gitarristen Sean McGrath, dem Sänger und Gitarristen Dr. Jason Kocol, dem Bassisten Ross Sewage und dem Schlagzeuger Raul Varela.
Nach einigen Split- und Demoalben brachten sie 2002 das mit Gore-Texten gespickte Album The Dead Shall Dead Remain auf Death Vomit Records heraus. Es folgte im selben Jahr Mondo Medicale auf Necropolis Records und schließlich 2005 beim deutschen Plattenlabel Century Media ihr Album Death After Life. 2006 war die Band mit einem Titel auf dem Soundtrack des Gonzo-Films Fuck the System des Regisseurs Rob Rotten vertreten.

## Diskografie
- 1997: Septic Vomit (Demo)
- 1998: Brutally Dismembered Symphonic (Demo)
- 1999: Impaled / Cephalic Carnage (Splitalbum)
- 1999: From Here to Colostomy (Demo)
- 2000: Impaled / Engorged (Splitalbum via Razorback Records)
- 2000: The Dead Shall Dead Remain
- 2001: Choice Cuts (Best of)
- 2002: Mondo Medicale
- 2002: Medical Waste (EP)
- 2003: Dementia Rex (Split mit Haemorrhage)
- 2005: Death After Life
- 2007: Digital Autopsy (EP)
- 2007: The Last Gasp
- 2013: The Dead Still Dead Remain (Willowtip)